# Кріста Неєр
Кріста Неєр (нім. Christa Näher) — німецька художниця (живопис, малюнки).

## Життя
Вона  народилася 24 лютого 1947 року в Ліндау в Німеччині, вчилася в Академії образотворчих мистецтв у Берліні і була студентом- магістром у Мартіна Енгельмана.
У 1984 році вона була представлена на груповій виставці «Звідси — два місяці нового німецького мистецтва» в Дюссельдорфі та в 1992 році на documenta IX у Касселі.
З 1987 по 2014 рік вона займала професорську професію в Städelschule у Франкфурті-на-Майні.

## Номінації
- 1988: Премія Карла Стрегера, Франкфурт-на-Майні
- 1988: Мистецька премія Констанс
- 1989: Міська премія Кобленца
- 2002: Мистецька премія 1822 року
- 2019: Премія Ганса Тома, Бернау

## Персональні виставки
- 1975 Художник з Боденського озера, Констанція
- 1977 р. Замок Мерсбург
- 1982 р. Галерея Арно Конена, Дюссельдорф також 1983, 1985 та 1986 років
- 1983 Боннська художня асоціація
- 1984 Kunstmuseum Luzern також у 1987 та 1989 роках
- Галерея 1984 року Джанін Моутш, Кельн
- 1985 р. Галерея Сьюзен Вісс, Цюрих
- 1987 Берлінська художня асоціація
- 1987 Замок Морсбройха
- Галерея 1987 Grässlin Ehrhardt Frankfurt
- 1987 р. Галерея капіталів, Кельн
- 1987 Galerie de Aizpuru, Мадрид
- 1988 Вестфальська асоціація мистецтв, Мюнстер
- 1990 р. Галерея Таніт, Мюнхен
- 2000 Картина та прекрасний, мистецький простір Інсбруку
- 2000 разів змінюються — по дорозі, Кунстхалле, Бремен
- 2001 Людина в середині — Колекція Deutsche Bank
- 2001 Музей сучасного мистецтва — Фонд Ворлена, Пассау
- 2001 — від імпресії до виразу — колекція Grässlin Deichtorhallen, Гамбург
- 2001 Живопис і прекрасне, Франкфуртер Кунстверейн
- 2002 Кріста Нахер — BUBEN
- 2002 Галерея Бербеля Грасліна, Франкфурт / Майн
- 2005 Кріста Нахер — Paso Español
- 2005 Centro Andaluz de Arte Contemporáneo (CAAC), Севілья
- 2006 Галерея Бербеля Грасліна, Франкфурт / Головна
- 2006 Асоціація мистецтв Ассенхайм — Ассенхаймський палац
- 2017 Kunstverein Konstanz

## Групові виставки
- 1983 Транзит Берлін — Дюссельдорф, будинок автобусів Берлін
- 1984 Звідси — Два місяці нового німецького мистецтва в Дюссельдорфі
- 1985 р. Теплиця, Дюссельдорфський художній музей
- 1986 р. Відень, Відень Відня
- 1987 Десять: Десять, Кунстхалле Кельн
- 1988 р. Схильність до архітектури сучасного живопису, Франкфурт
- 1989 р. Перероблена живопис, Толедо
- 1991 13 художників у 7 локаціях, Кемптен (Allgäu)
- 2015/16 80 — Образне мистецтво в Німеччині, Städel музей, Франкфурт -на- Майні Stadel музей
- 2015/16 Образна картина у ФРН у 80-х роках, музей Гронінгера, музей Гронінген Гронінгер
- 2018/19 Винахід нових дикунів — живопис та субкультура близько 1980 року , Aachen Ludwig Forum

## Книжкові ілюстрації
- Шарлотта Бірнбаум: Бон! Бон! З чарівності солодких страв , видавець книгарні Walther König, Кельн 2010, ISBN 978-3-86560-909-0

## Журнальні статті про художника
- Арт- лексикон сучасних художників, серпень 1990 р., стор. 101
- Мистецтво без назви (кінь), кімната II, випуск жовтня 1990 р., стор. 128

## Твори
- Кріста Неєр. 26 років Städelschule Франкфурт-на-Майні. 1987—2013, Verlag der Buchhandlung Walther König, Кельн 2017, ISBN 978-3960982715